# Roy Wickström
Roy John Elias Wickström, född 17 april 1901 i Chicago, död 1981, var en finländsk ingenjör, uppfinnare och företagsledare.
Wickström, som var son till industrimannen John Wickström, blev diplomingenjör 1925. Han var en mångsysslande entreprenör och uppfinnare som 1925 grundade ett eget företag i Viborg, Wickström Junior Ab. Denna tillverkade bland annat komponenter för faderns motorfabrik i Vasa och dessutom bland annat olika typer av kugghjulspumpar av brons och brandarmaturer. Under fortsättningskriget startade han och drev ett torvupptagningsföretag i Ilmola, där av honom själv utvecklade maskiner kom till användning.
Wickström hade tre döttrar: La Vonne Gräsbeck, gift med Gottfrid Gräsbeck, Bernice Brummer (till Hiiskula herrgård i Vichtis) och Madeleine Wickström-Karma.